# Strattonia minor
Strattonia minor är en svampart som beskrevs av N. Lundq. 1972. Strattonia minor ingår i släktet Strattonia och familjen Lasiosphaeriaceae.  Arten är reproducerande i Sverige. Inga underarter finns listade i Catalogue of Life.